# Mangosta grisa del Cap
La mangosta grisa del Cap (Galerella pulverulenta) és una espècie de mangosta del gènere Galerella.

## Descripció
Es tracta d'una mangosta petita. El seu cos mesura entre 55 i 70 cm, la seva cua fa entre 20 i 35 cm, i té un pes que varia entre 0,5 i 1 kg. El seu pelatge és color gris fosc amb l'extrem de la cua i les potes més fosques. Té el cos allargat típic de les mangostes, amb unes orelles petites i arrodonides. La cua és llarga i peluda, i les dents mostren una adaptació tant per tallar carn com per trencar ossos.

## Distribució i hàbitat
La seva àrea de distribució és el sud-oest de Sud-àfrica, amb algunes poblacions al centre-sud de Namíbia.
Habita les sabanes, zones semidesèrtiques, matollars i boscos. No obstant això, no es troba a les praderies. Sovint viu prop dels humans, en soterranis d'edificis o en suburbis.

## Comportament
És un animal solitari i diürn, que viu en territoris d'entre 5 i 68 hectàrees, els quals són més extensos en els mascles. No obstant això, no és clar si es tracta d'una espècie amb un comportament territorial.
No són bons excavadors, i per aquesta raó, fan servir roques apilades, esquerdes, caus al desert o forats als arbres com a refugi, quan no hi ha suficients matolls que els cobreixin. Sovint se les pot veure creuant carreteres.

## Dieta
S'alimenta principalment d'insectes i petits rosegadors, encara que també mengen ocells, petits rèptils, amfibis, altres invertebrats, i fruits. També alimenten de carronya, així com del que troben a les escombraries.
És un animal principalment insectívor, però també carnívor. Captura els insectes del terra i els subjecta amb les potes del davant mentre se'ls menja. Les grans preses, com els rosegadors, són perseguides i mortes d'una mossegada al cap, després les subjecten amb les potes del davant mentre les van especejant en petites parts amb les dents.

## Reproducció
Les femelles donen a llum entre l'agost i el desembre en caus, esquerdes a les roques o forats als arbres. Les ventrades són entre 1 i 3 cadells. Quan neixen, les cries tenen el pelatge completament desenvolupat, però no veuen ni escolten fins als quinze dies. Els joves romanen al cau fins que són deslletats i l'abandonen quan són capaços de viure en solitari.

## Subespècies
- Galerella pulverulenta basuticus
- Galerella pulverulenta pulverulenta
- Galerella pulverulenta ruddi